# Zeilwagenrijden

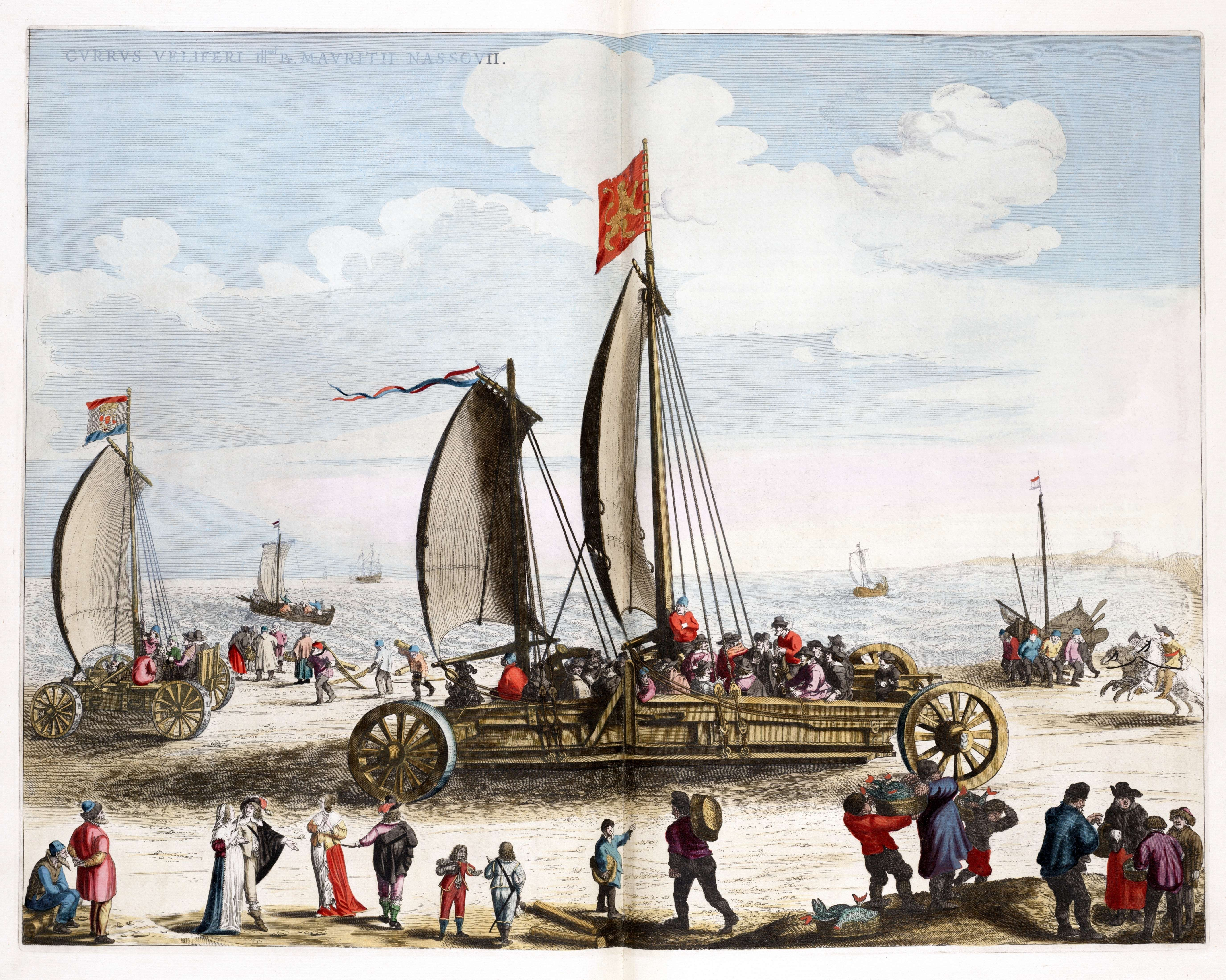
De grote zeilwagen en het kleinere prototype (links), ontworpen door Simon Stevin, op het strand van Scheveningen.

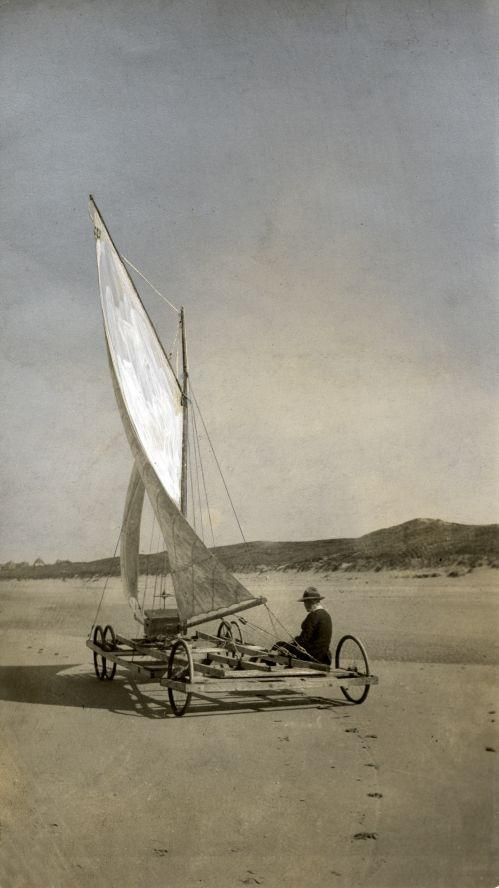
De zeilwagen van Emanuel Urlus op het strand tussen Noordwijk en Katwijk in 1917.

Een zeilwagen is een voertuig op wielen, enkel aangedreven door de wind in een zeil en bestuurd door een piloot.

## Geschiedenis
De eerste zeilwagens bestonden al circa 2000 v.Chr. onder de Egyptische farao Amenemhat III. De Chinezen, wier winderige vlaktes in het noorden gunstige omstandigheden boden, bouwden volgens de oudst bekende tekst in de 6e eeuw zeilwagens die 30 mensen konden vervoeren.
Aan het einde van de 16e eeuw komen er berichten naar Europa over de zeilwagen. De Spaanse bisschop en ontdekker Gonzales de Mendoza schreef dat de Chinezen veel bussen en wagens hadden, opgetuigd met zeilen en mast. De populaire atlas Theatrum Orbis Terrarum uit 1584, van cartograaf Abraham Ortelius, toonde grote chineze wagens met zeilen en mast, zoals ook de Atlas van Gerardus Mercator.
De beroemde wiskundige, natuurkundige en waterbouwkundige Simon Stevin (1548-1620) bouwde voor Maurits van Nassau (1567-1625) als eerste in Europa in 1601-1602 een zeilwagen. Hij was geïnspireerd door rapporten uit de 16e eeuw over de zeilwagens in China.
Dankzij de gebroeders Dumont verscheen op het eind van de negentiende eeuw de zeilwagen als recreatiemiddel op de stranden van De Panne (België) en Noord-Frankrijk. De zeilwagen werd dan verder uitgewerkt tot een sportief model.
De eerste internationale wedstrijden werden gereden in het Franse Hardelo (1911) en Berck (1913).

## Zeilwagenrijden of strandzeilen
Het zeilwagenrijden, ook strandzeilen genoemd, wordt als sport bedreven op de stranden van West-Europa en Nieuw-Zeeland en op uitgedroogde woestijnvlaktes in Noord- en Zuid-Amerika en Australië. In Scandinavië en Canada doet men in de winter aan ijszeilen in vergelijkbare voertuigen, maar met schaatsen in de plaats van wielen.
De maximale snelheid van deze wagens is 135 km/u. Het wereldrecord is 202,9 km/u op het strand en met een ijszeilwagen 135,2 km/u. Dit is ook de reden waarom een helm verplicht is.
Bij zeilwagenrijden, kan men met zo'n voertuig sneller dan de wind kan rijden. Bij een windsnelheid van bijvoorbeeld 50 km/u kan men, afhankelijk van de wagen die wordt gebruikt, tot ongeveer 130 km/u gaan. Dit kan niet als men voor de wind rijdt.
Niet alleen de werkelijke wind wordt hier gebruikt, maar ook de snelheidswind. Dit is een kracht die op het zeil drukt door het feit dat men reeds vlug vooruit gaat.

## Door Fisly[4]erkende Klassen
- Klasse 2
- Klasse 3
- Klasse Standart : International Standart Sandyacht Association, de enige erkende eenheidsklasse
- Klasse 5 Sport
- Klasse 5 Promo
- Klasse 7 of Speedsail
- Klasse 8 of Kitebuggy

## Brevetten
- Elementair Brevet: Brevet benodigd om zonder begeleiding op het strand te mogen rijden.
- Pilootbrevet A: Brevet om te mogen deelnemen aan wedstrijden in mini-cat of burdie als je ook wedstrijdpilootbrevet hebt, anders is dit een verbeterd brevet t.o.v elementair.
- Wedstrijdpilootbrevet A: theoretisch brevet om te mogen deelnemen aan wedstrijden.
- Pilootbrevet B: Brevet om te mogen deelnemen aan wedstrijden in klasse 5, promo en Standard.
- Pilootbrevet C: je mag rijden met klasse 2 en 3.
- Initiator: Brevet om te mogen lesgeven en te begeleiden.
- Koersdirecteur: Brevet om koersdirecteur te mogen zijn van een zeilwagenwedstrijd.
- Internationaal fisly Koersdirecteur: koersdirecteur die Internationaal erkend is. Hij/zij mag koersdirecteur zijn op een WK/EK.

## Bekende piloten
- Peter Allemeersch
- Georges Ameele
- Hélène Cazier
- Bertrand Deflandre
- Henri Demuysere
- Pascal Demuysere
- Yann Demuysere
- David Denut
- Vivian Ellis
- Morgane Floc'h
- François Garnavault
- Jean Marc Grimonpont
- Thierry Kaisin
- Jean Philippe Krischer
- Bertrand Lambert
- Paula Leah
- Sylvain Lebaillif
- Anne Lefebvre
- Stuart Mason
- Kevin Mingot
- Alban Morandière
- Aurélien Morandière
- Christian Nau
- Tadeg Normand
- Pierre Nyssens
- Brice Petit
- Egon Plovier
- Marie-Christine Ribaud de Gineste
- Véronique Ribaud de Gineste

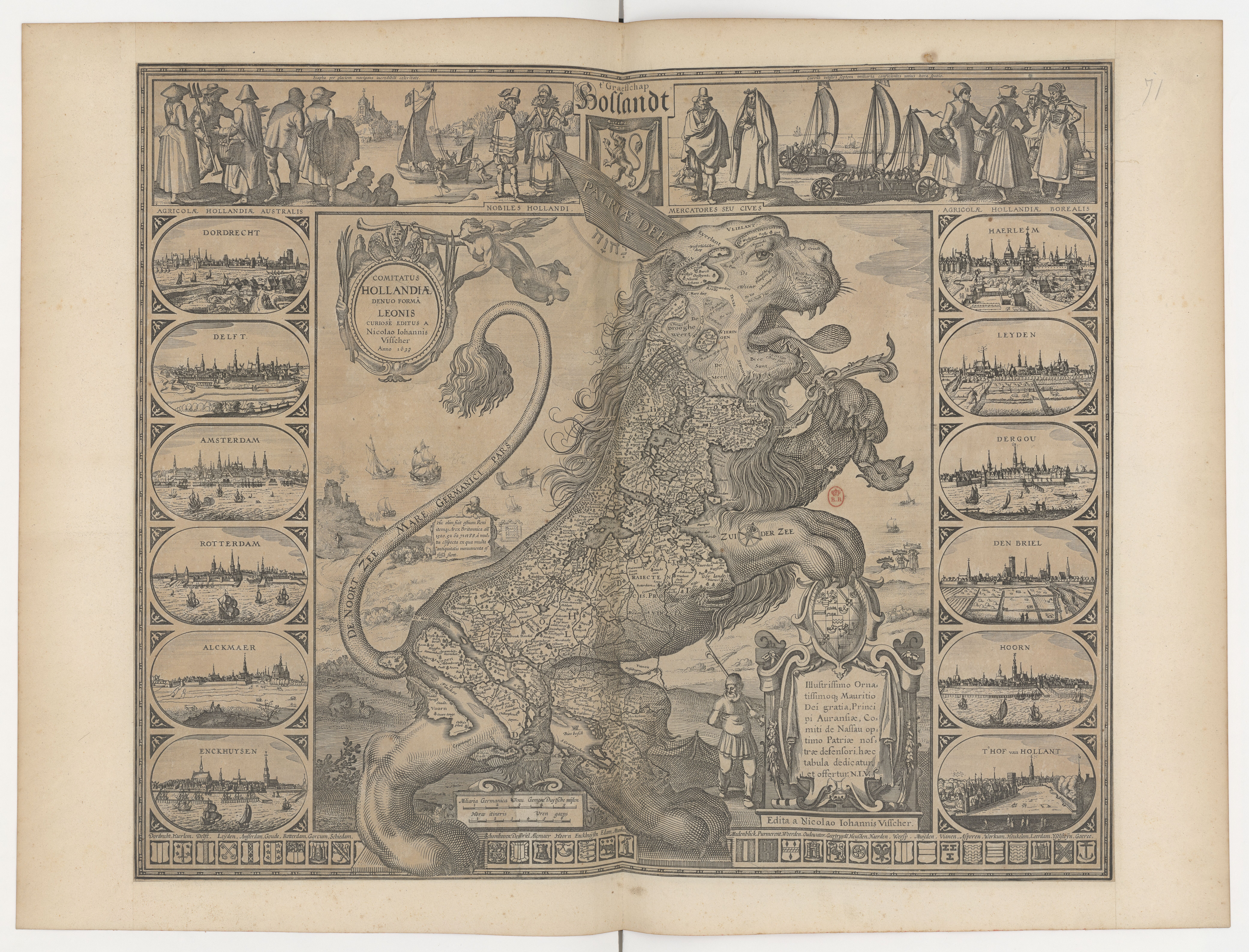

- Julie Saubain
- Uwe Schröder
- Ronan Simoneau
- Johan Sobry
- Damien Telle
- Chris Wright